# Banksinoma sinica
Banksinoma sinica är en kvalsterart som beskrevs av Wen 1990. Banksinoma sinica ingår i släktet Banksinoma och familjen Thyrisomidae. Inga underarter finns listade.